# Escuela Preparatoria Sharpstown
La Escuela Preparatoria Sharpstown o la Escuela Secundaria Sharpstown (Sharpstown High School) es una escuela preparatoria en el barrio Sharpstown en el suroeste de Houston, Texas. Es una parte del Distrito Escolar Independiente de Houston (HISD, por sus siglas en inglés).
A partir de 2003 la preparatoria tenía un cuerpo estudiantil que era mayoría hispano/latino.

## Historia
La Escuela Secundaria-Preparatoria Sharpstown (Sharpstown Junior-Senior High School) abrió en 1968. En 1969 la secundaria y preparatoria separó, en la Escuela Preparatoria Sharpstown y la Escuela Secundaria Sharpstown (Sharpstown Middle School).
El 2 de junio de 1988 un disturbio racial que implica cerca de 100 personas, con cerca de 400 personas que miran, ocurrió en la escuela. Más temprano en el año escolar, se habían producido varios incidentes de violencia. Debido a las tensiones raciales, en 1991 el director de la preparatoria, Don Carlisle, prohibió ropa relacionada con los Estados Confederados de América en la fiesta formal ("prom" en inglés) de la preparatoria.
En 2002 la administración de la preparatoria declaró que no hay estudiantes habían abandonado la preparatoria. En ese período de tiempo, un grupo de estudiantes tenía 1.000 estudiantes del noveno grado, y cuatro años después tenía 300 estudiantes del duodécimo grado. Robert Kimball, el vicedirector de la preparatoria, afirmó que la cifra de deserción escolar no era cierto. En febrero de 2003, la estación de televisión KHOU-TV informó que la cifra de deserción escolar era falsa. En agosto de 2013, HISD bajó el sueldo de la Dra. Carol Wichmann, la exdirectora de la preparatoria.
Un programa contra deserción escolar de la preparatoria Sharpstown es el tema de "Dropout Nation," un episodio de Frontline del Public Broadcasting Service.